# Темс (река, впадает в Сент-Клэр)
Темс (англ. Thames River) — река на юго-западе провинции Онтарио (Канада). Длина реки составляет 273 км, площадь бассейна — 5825 км².
В 1792 году лейтенант-губернатор Верхней Канады Джон Грейвс Симко назвал реку в честь реки Темзы в Англии, поэтому очень часто используется и название Темза.
В 2000 году река включена в Список охраняемых рек Канады.

## География
У реки Темс три основных рукава — Норт-Темс, Саут-Темс и Мидл-Темс. Саут-Темс — главный рукав реки Темс и иногда его просто называют Темс.
Северный и южный рукава реки в верхнем течении текут по долинам, созданным отступающим ледником во время последнего ледникового периода 15 тысяч лет назад. Эти два рукава сливаются в городе Лондон. В нижнем течении река течёт в неглубокой долине через города Делавэр, Темсвилл и Чатем и имеет среднюю глубину 1,2 м. Впадает в юго-восточную часть озера Сент-Клэр у Лайтхауз-Ков. Высота устья — 173 м над уровнем моря.

## Исторические сведения
5 октября 1813 года на берегах реки произошло сражение на Темсе, одно из сражений англо-американской войны. В битве между американскими войсками с одной стороны, и английскими войсками и их союзниками индейцами с другой стороны, погиб вождь шауни Текумсе.

## Природа
Бассейн реки Темс находится в флористических зонах Великих озёр — реки Святого Лаврентия и Каролинского леса. Наиболее интересной является зона Каролинского леса, где произрастают в основном деревья лиственных пород, в том числе платан, орех чёрный и каркас. Также в бассейне реки произрастает лириодендрон тюльпановый, азимина трёхлопастная, гимнокладус двудомный и сассафрас.
В нижнем ярусе леса растут многочисленные виды полевых цветов, папоротников и осок. К редким для канадской флоры растениям относятся женьшень пятилистный (Panax quinquefolius), аризема драконовая (Arisaema dracontium) и стилофорум двулистный (Stylophorum diphyllum).
В сложной речной системе бассейна реки водится 88 видов рыб, в их числе судак, длиннорылый панцирник, бычок, окунь и чавыча. В водах реки и её притоков также обитает 30 видов пресноводные моллюсков.
Тридцать шесть видов млекопитающих были зафиксированы в пределах бассейна реки, в их числе олени, койоты, бобры и норки. Около 157 видов птиц гнездится в бассейне реки, включая большую голубую цаплю, зимородка и множество видов водоплавающих птиц.

## Галерея

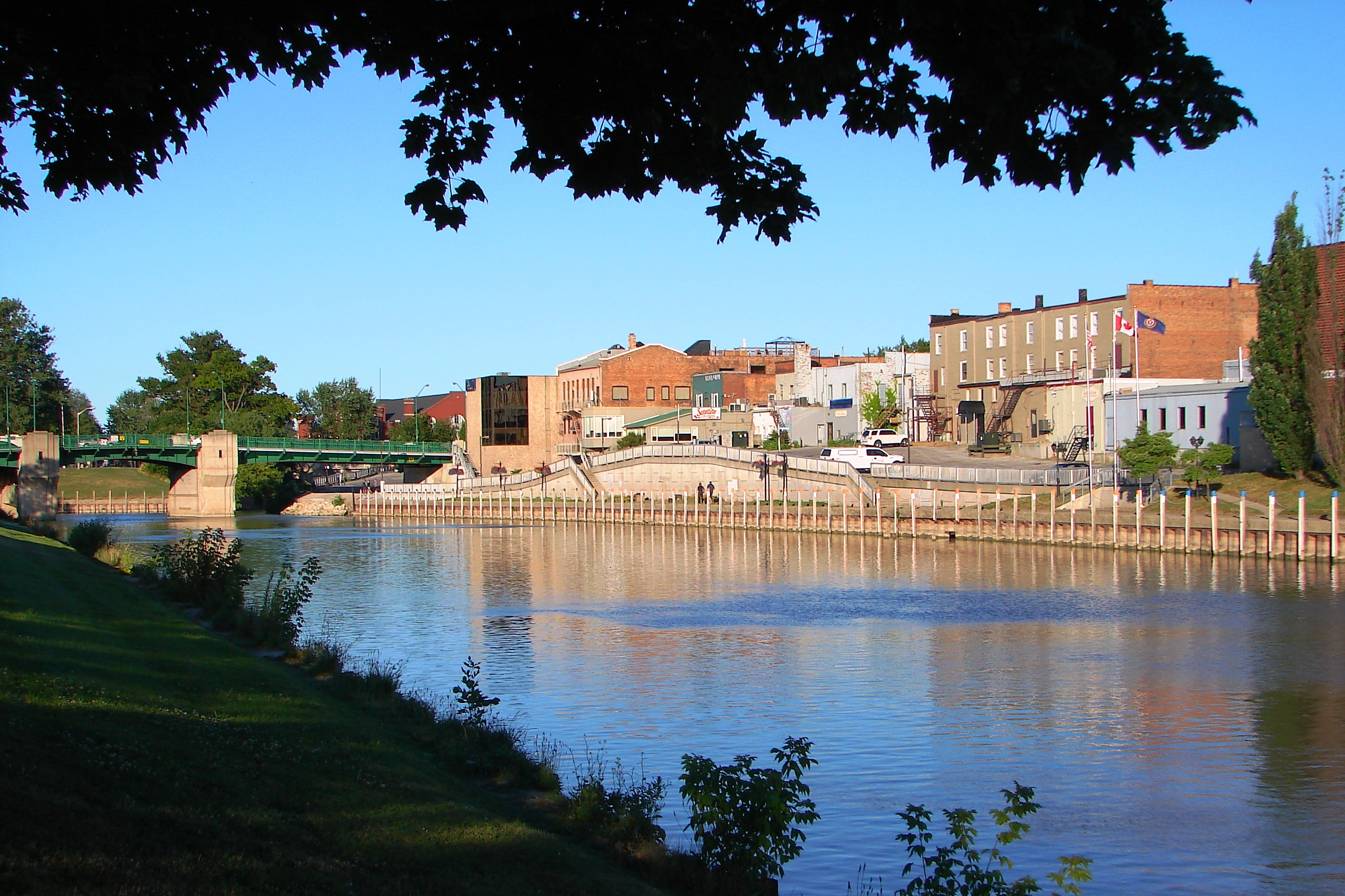
Река Темс в Чатеме
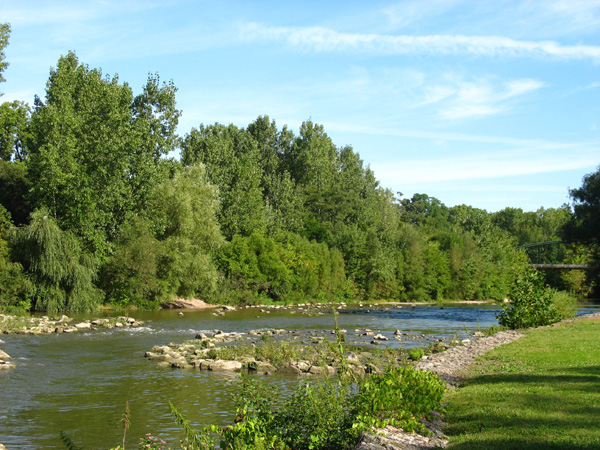
река Темс в Лондоне
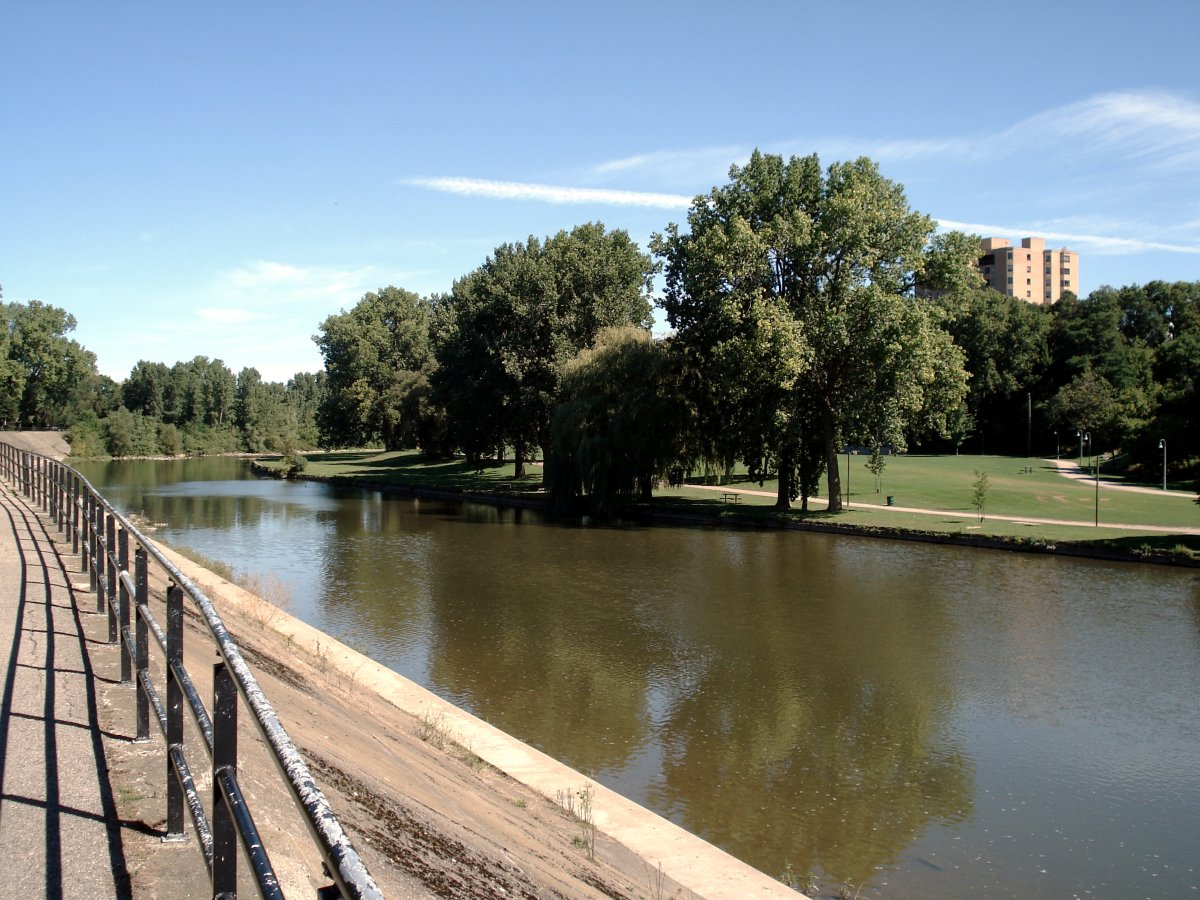
Северный рукав реки Темс в Лондоне
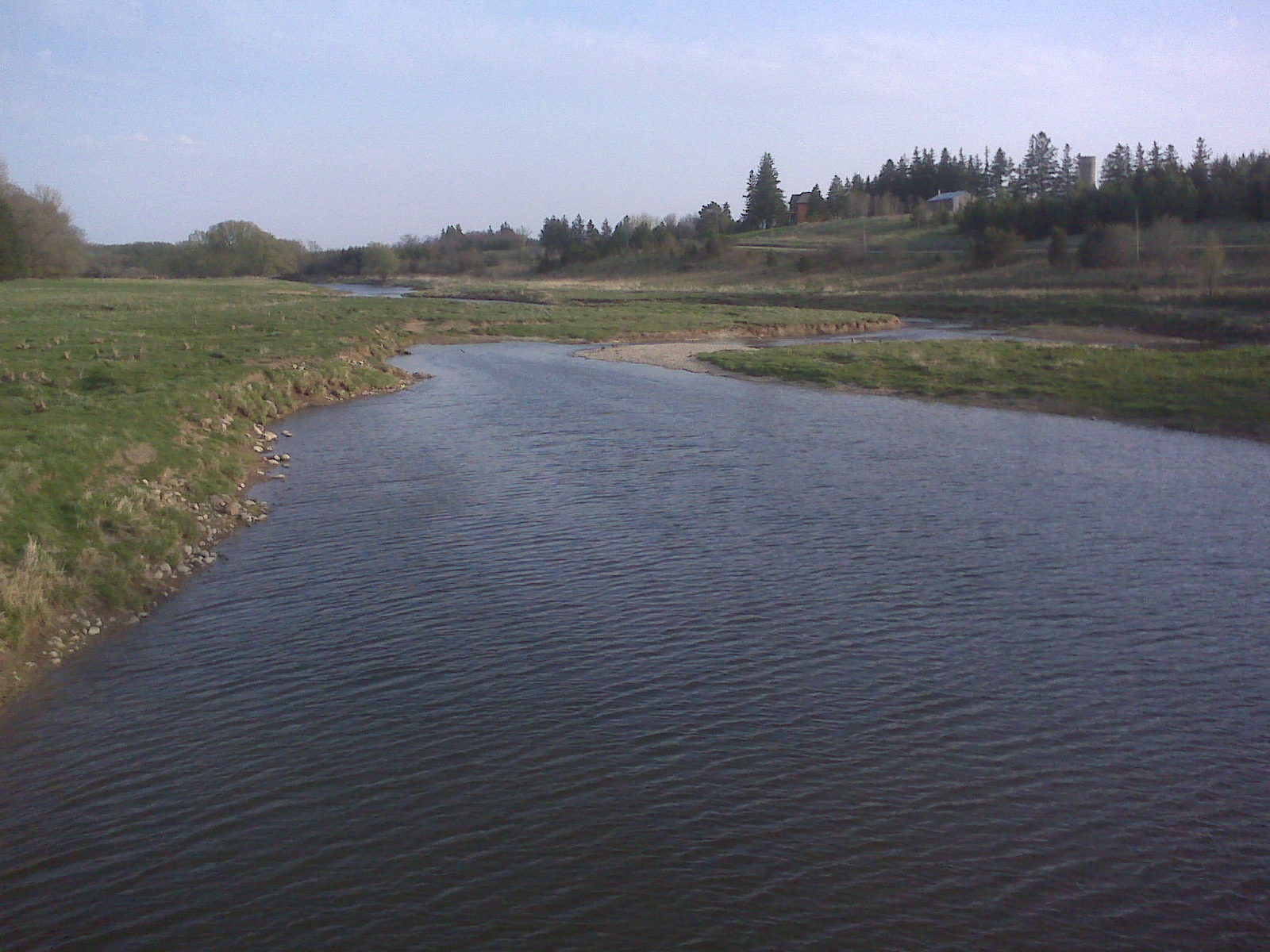
Северный рукав реки Темс